# Anton Cordel

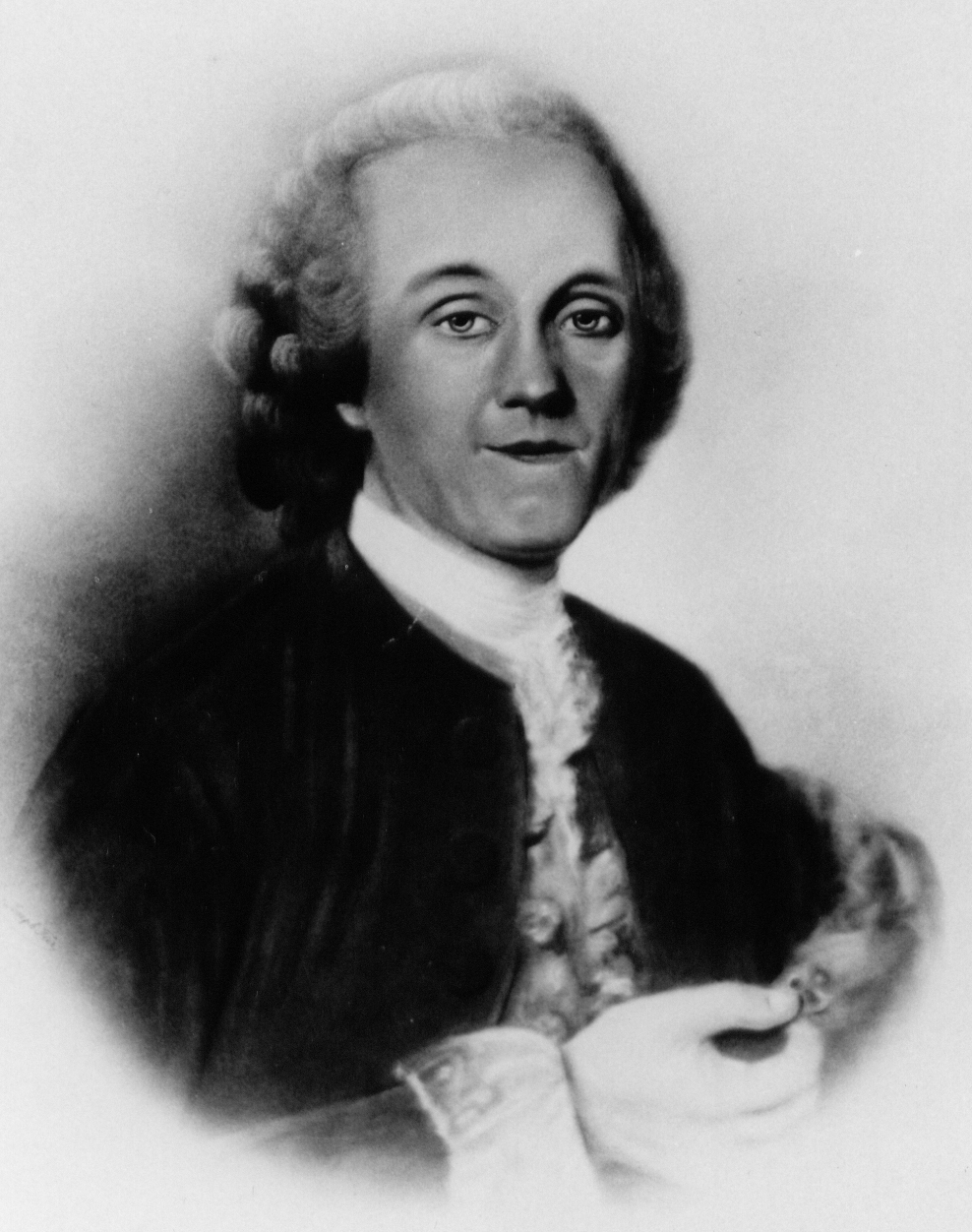
Anton Cordel

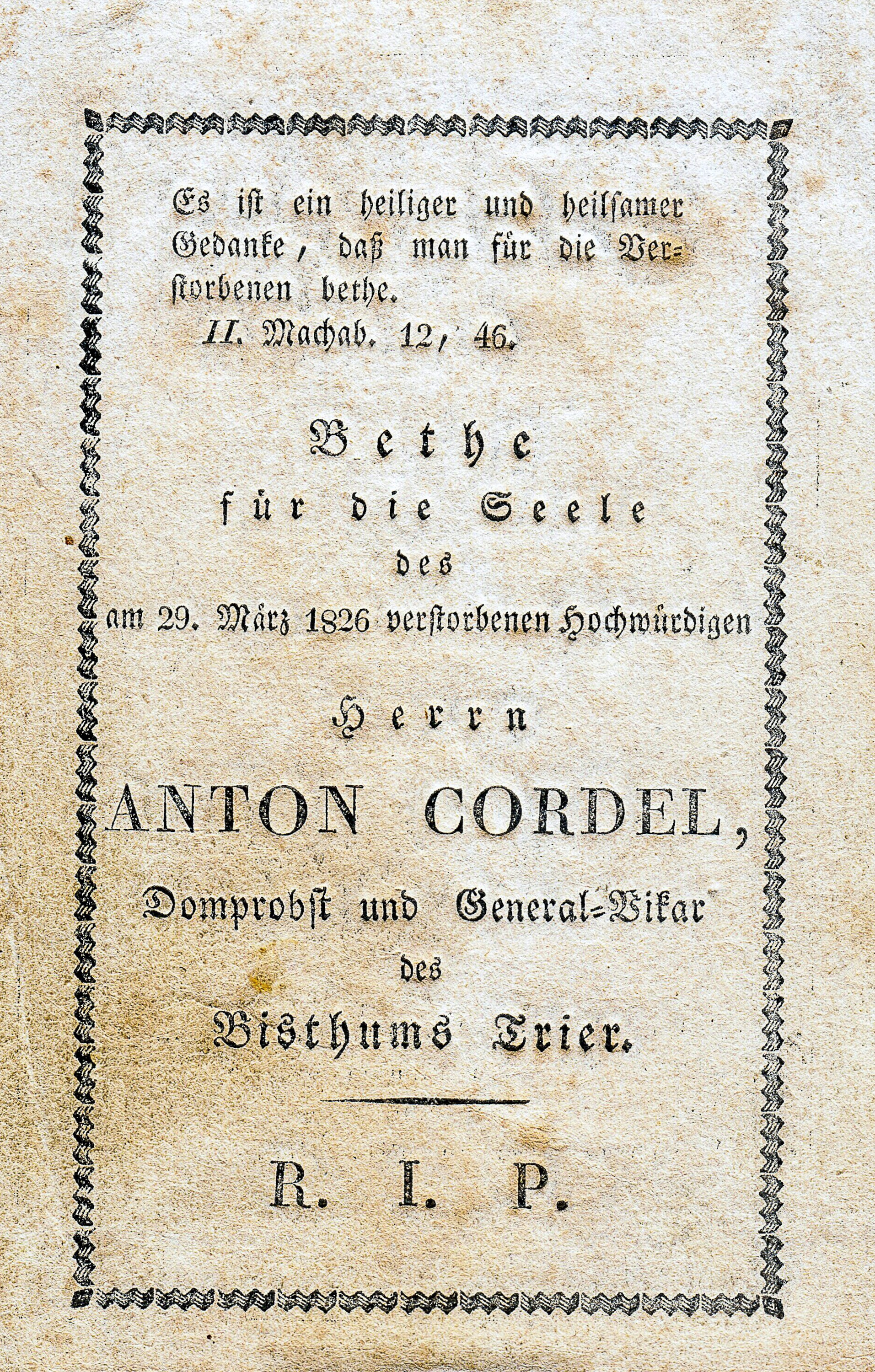
Totenzettel

Anton Cordel, auch Antonius Cordel (* 13. Dezember 1760 in Pfalzel; † 29. März 1826 in Trier) war ein deutscher Prälat, Dompropst und Generalvikar des Bistums Trier.

## Leben und Wirken
Anton Cordel wurde als fünftes Kind der Eheleute Konrad Cordel und Anna Magdalena, geborene Fusenich, in Pfalzel (jetzt Trier) geboren. Er galt als fleißig und begabt. Nach seiner Schulausbildung studierte er in Trier Philosophie und Katholische Theologie. Am 27. März 1784 wurde er in Trier zum Priester geweiht und trat danach eine Stelle als Hauslehrer bei der Familie von Pidoll in Quint bei Trier an.
1785 war er Kuratvikar von Udelfangen und 1786 von St. Walburgis. 1786 wurde er Stiftsherr in Trier St. Paulin und Pfarrer/Kuratvikar in Trier St. Walburgis. 1793 trat Cordel die Pfarrstelle der Trierer Pfarrei St. Antonius an und wurde 1793 Synodalexaminator.
1794 wurde Cordel das Kommissariat für die Luxemburgischen Pfarreien übertragen; 1795 war Cordel Stadtdechant von Trier. 1796 wurde Anton Cordel durch den Papst zum Apostolischen Protonotar ernannt. 1800 wurde er  als Canonicus in das Stift St. Paulin aufgenommen. Diese Stelle trat er jedoch nicht mehr an, da durch Säkularisation und die französische Besetzung Triers das Stift aufgelöst wurde.
1803 wurde Cordel Domkapitular und Zweiter Generalvikar unter Charles Mannay. Nach dem Tod von Josef von Hontheim wurde Cordel Erster Generalvikar (1807–1816). Von 1807 bis 1824 wirkte Cordel zudem als Dompfarrer und von 1810 bis 1824 als Domdechant. Ab 1812 handelte Cordel als bevollmächtigter Stellvertreter des nicht mehr in Trier weilenden Bischofs Mannay. Bis 1816 leitete Cordel alleine die gesamte Diözese und wurde am 18. November 1816 vom Domkapitel zum Kapitelsvikar gewählt.
1817 wurde er Bischöflicher Vikar für die preußischen Pfarreien. 1818 ernannte ihn Pius VII. zum Apostolischen Vikar für die vom Bistum Metz abgetrennten und dem Bistum Trier zugeteilten Pfarreien. Die Vollmachten Cordels erloschen im Jahre 1824 mit der Einführung Josef von Hommers als Bischof von Trier. Ab 1824 war Cordel Dompropst des neuen Trierer Domkapitels und im gleichen Jahr auch wieder Generalvikar.

### Rückführung des Hl. Rocks
1810 ließ Bischof Mannay mit Unterstützung Napoleons den Heiligen Rock, der wegen der Kriegswirren von Kurfürst Clemens Wenzeslaus nach  Augsburg gebracht worden war, nach Trier zurückzuholen. Anton Cordel und der Domherr Johann Michael Schimper geleiteten den Rücktransport.

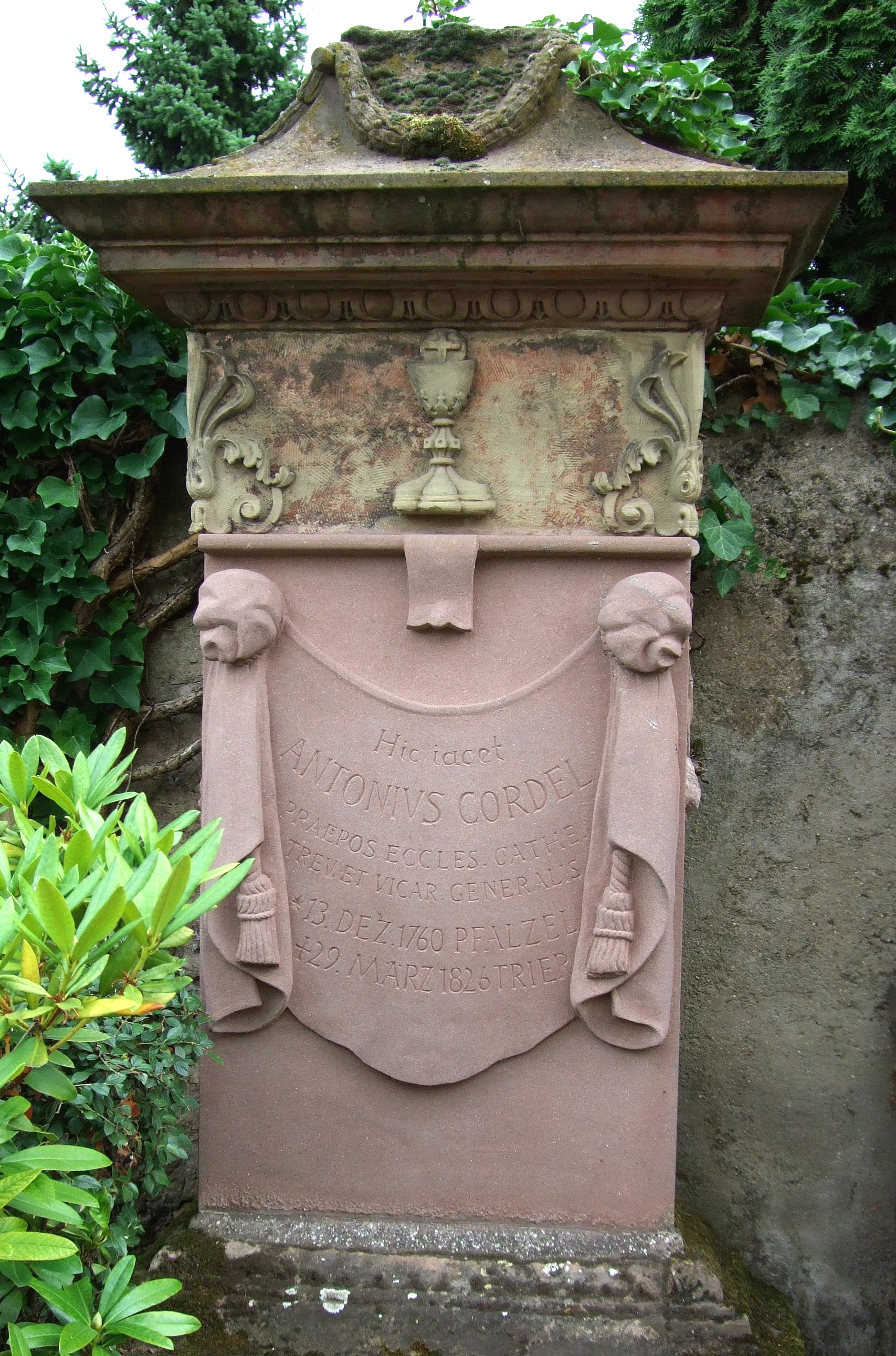
Grab Anton Cordel

### Tod und Grabstätte
Anton Cordel starb am 29. März 1826 in Trier und wurde auf dem Friedhof St. Paulin bestattet. Das  Grabmal ist dort noch vorhanden.